# 卡内让
卡内让（法語：Canéjan，法語發音：[kaneʒɑ̃] ⓘ）是法国吉伦特省的一个市镇，属于波尔多区。

## 地理
卡内让（44°45'47"N, 0°39'17"W）面积12 平方千米，位于法国新阿基坦大区吉倫特省，该省份为法国西南部沿海省份，是法國本土面积最大的省，北起滨海夏朗德省，西临大西洋，南至朗德省，东南接洛特-加龍省，东临多爾多涅省。
与卡内让接壤的市镇（或旧市镇、城区）包括：塞斯塔斯、格拉迪尼昂、莱奥尼昂、佩薩克。
卡内让的时区为UTC+01:00、UTC+02:00（夏令时）。

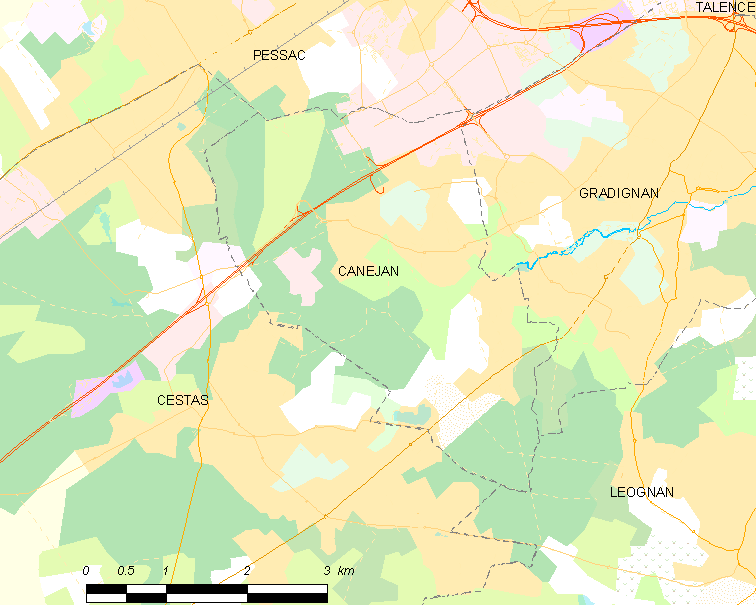
卡内让的OSM定位图

## 行政
卡内让的邮政编码为33610，INSEE市镇编码为33090。

## 政治
卡内让所属的省级选区为佩萨克第一县。

## 人口

1962-2008年间卡内让人口变化图示

卡内让于2022年1月1日时的人口数量为5836人。